# Klaas Bolt

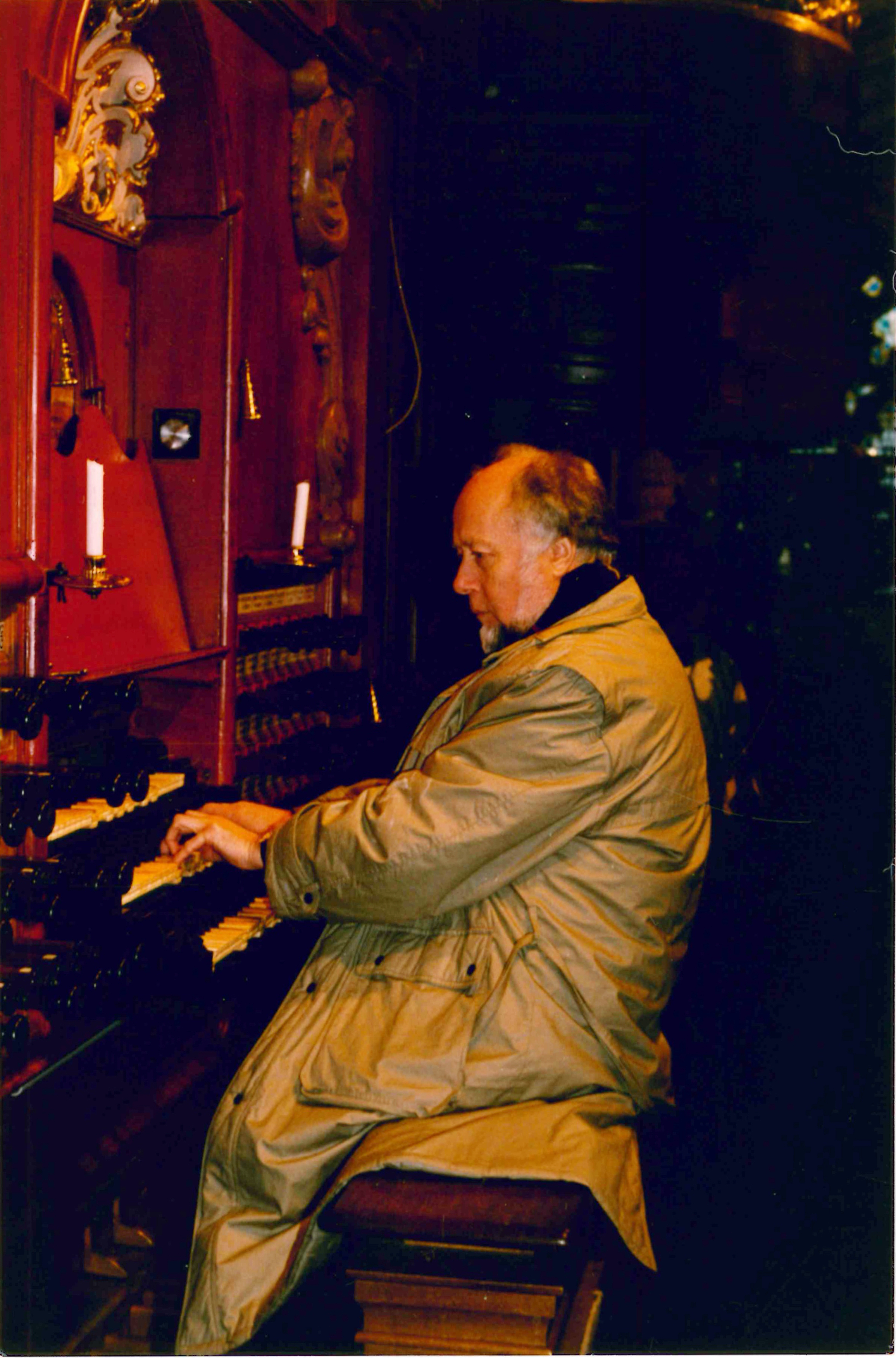
Klaas Bolt im Januar 1990 in St. Bavo, Haarlem

Klaas Roelof Bolt (* 6. März 1927 in Appingedam; † 11. April 1990 in Haarlem) war ein niederländischer Organist, Improvisator und Orgelsachverständiger. Er übte maßgeblich Einfluss auf die Orgelrenovierungs- und Orgelbaupraxis in den Niederlanden sowie auf die Gemeindegesangsbegleitung aus und galt auf diesen Gebieten als eine führende Autorität. Weite Beachtung fanden sein Engagement für eine langsame Orgelbegleitung und die Durchführung von Singkonzerten, die auf Tonträgern dokumentiert wurden.

## Leben
Sein Vater war Lehrer, Chordirigent und Kirchenorganist, sodass Klaas Bolt schon früh mit Kirchenmusik in Berührung kam. Nach erstem Klavierunterricht fühlte er sich stärker von der Orgel angezogen. Als Schüler von Johan van Meurs erhielt er Unterricht auf der Schnitger-Orgel der Aa-kerk in Groningen. Im Jahr 1946 wurde er Organist an der Hervormde Kerk in Noordlaren und Assistent-Organist an der Schnitger-Orgel der Martinikerk in Groningen. Anschließend studierte er in Utrecht am Utrechts Conservatorium, wo seine große Begabung für die Improvisation entdeckt wurde. Er schloss mit dem Staatsexamen A und B und dem Examen für Schulmusik ab.
Im Jahr 1952 wurde er kirchlicher Organist an der St.-Bavo-Kirche in Haarlem und übte dieses Amt bis zu seinem Tod aus. Dort stand ihm die weltberühmte Orgel von Christian Müller zur Verfügung, die er sich mit dem Stadtorganisten Piet Kee teilte. Nach erfolgreicher Bewerbung nahm er ergänzend Improvisationsunterricht bei dessen Vater Cor Kee. Beim Haarlemer Improvisationswettbewerb Internationaal Orgelimprovisatie Concours war er 1956 und 1957 Erster Preisträger.
Neben seiner Anstellung in Haarlem trat Klaas Bolt häufig als Konzertorganist im In- und Ausland auf und war Professor am Sweelinck Conservatorium in Amsterdam. Er war dennoch kein ausgesprochener Orgelvirtuose, sondern widmete sich überwiegend der kirchenmusikalischen Praxis. Er gab Meisterkurse in der Improvisation in den Vereinigten Staaten. Zu seinen Studenten gehörte Masaaki Suzuki. Neben Gustav Leonhardt war er Wegbereiter der historischen Aufführungspraxis in den Niederlanden, ohne sich selbst auf einen bestimmten Aufführungsstil festzulegen. Als einer der ersten niederländischen Organisten des 20. Jahrhunderts verwendete Bolt historische Fingersätze (ohne ständiges Legato) und Fußsätze (ohne Verwendung der Hacke). Seine Wertschätzung für die historischen Orgeln suchte er durch die von ihm gegründeten „Orgelfahrten“ einem breiten Publikum zu vermitteln und veranstaltete diese Exkursionen seit 1969 regelmäßig.
Klaas Bolt war in erster Linie Kirchenmusiker, der sein Spiel in den Dienst des protestantischen Gemeindegesangs stellte. Zu diesem Zweck hatte er in Haarlem eine Kantorei gegründet und ab 1983 in den Sommermonaten in St. Bavo musikalische Vespergottesdienste durchgeführt. Seiner Meinung nach musste sich die Orgel nach dem Chor richten statt umgekehrt. Aus diesem Grund lehnte er vehement eine  musikologisch motivierte Tendenz bei Dirigenten und Organisten ab, die auf schnelle Tempi hinwirkten. Weites Aufsehen erregte sein Artikel De gemeentezang in een crisissituatie (Der Gemeindegesang in einer Krise), der 1979 in der Monatszeitschrift Het Orgel erschien. Darin wandte er sich gegen das schnelle Begleiten des Gemeindegesangs und führte historische, musikalische und psychologische Gründe für ein langsames Gesangstempo mit einer Dynamisierung der Einzeltöne und ohne ständiges Legato an. Bolt plädierte für eine Rückkehr zur Ästhetik und Praxis der Liedbegleitung, wie sie seiner Meinung nach vor 1840 vertreten wurden. Hierzu untersuchte er verschiedene Abhandlungen aus dem 16. bis 18. Jahrhundert und ging auf die Bauart und Restaurierung von Kirchen, auf die Einrichtung von Kantoreien sowie die Erneuerung der Liturgie ein. Vorteilhaft für die Verbesserung des Gemeindegesangs sei die Verwendung der mitteltönigen Stimmung, die Abkehr vom strengen vierstimmigen Satz bei der Liedbegleitung, ein kräftiges und kehliges Singen einer großen Gemeinde in einem Kirchenraum mit einer ungedämpften Akustik.
Auf dem Gebiet der Improvisation knüpfte er an Jan Pieterszoon Sweelinck und Anthoni van Noordt an, deren Variationen über Melodien des Genfer Psalters ihm als Improvisationsmodelle dienten. Bolt legte sich aber nicht historisierend auf das Barock fest, sondern beherrschte auch das Improvisieren im Stil des Rokoko, der Spätromantik oder den Post-Hindemith-Stil der 1950er Jahre. Dabei ging er in der Regel von besonders wohlklingenden Registern aus, die ihm Anlass für spezifische Variationen boten. Nicht selten trugen seine Liedvariationen als Titel die Namen der betreffenden Register.
Seine Liedbegleitungen zeichneten sich einerseits durch funktionale Schlichtheit und andererseits durch einen großen Ideenreichtum aus. Charakteristisch für seine Begleitung des Gemeindegesangs waren die individuellen Registrierungen für jede Liedstrophe, denen unterschiedliche Stile und musikalische Formen einhergingen. Die erste Liedstrophe wurde immer homophon als schlichter vierstimmiger Satz im Stil von Claude Goudimel begleitet, die zweite meist mit dem Cantus firmus im Bass oder im Tenor. Elementarer Grundsatz war, nicht mehrere Melodienoten auf einer Harmonie zu begleiten. Mit wachsender Strophenzahl folgten mit einer zusätzlichen Oberstimme, mit verziertem Cantus firmus, mit der Melodie in die verschiedenen Tonlagen oder mit zusätzlichen Kontrapunkten, die die neue Melodiezeile antizipierten oder sie kanonisch imitierten. Die zugrunde gelegte Harmonisierung umspielte er mit  Durchgangs- und Wechselnoten und fügte Überleitungen zwischen den einzelnen Zeilen ein. Gerne transponierte er die Schlussstrophe nach einer überleitenden Modulation. Auch bei den Psalmen in Kirchentonarten verwendete er Kadenzen mit den entsprechenden Erhöhungen und Erniedrigungen im Sinne der Funktionstheorie. Großer Beliebtheit erfreuten sich seine Konzerte, in denen er Vorspiele zu Psalmen improvisierte und in seiner charakteristischen Art den gemeinsamen Gesang (niederl. „samenzang“) begleitete. Etliche dieser Singkonzerte wurden auf Tonträgern dokumentiert, anfänglich von dem Plattenlabel „Disco Nederland“, das er selbst gegründet hatte.
Als Orgelsachverständiger arbeitete er mit dem Orgelausschuss der Niederländisch-reformierten Kirche und der staatlichen Behörde für Denkmalpflege zusammen. Er galt als Kenner der Geschichte historischer Orgeln und trat entschieden für die traditionelle mechanische Bauweise ein. Aus Unzufriedenheit über die neobarocken Orgeln ab den 1950er Jahren einerseits und als Kritiker der modernen, zeitgenössischen Orgel andererseits betrachtete die alten Orgeln als Modell für die Zukunft. Etwa 200 Mal trat er als Gutachter für Orgeln im ganzen Land auf. Bolt lehnte weitgehende rekonstruktive Restaurierungen ab und setzte sich vielfach für die Erhaltung des gewachsenen Zustands eines Instruments ein. So engagierte er sich als erster für die Remontage der Schnitger-Orgel der Der Aa-kerk in Groningen, die im Gegensatz zu den meisten anderen Werken Schnitgers keine wesentlichen Eingriffe im 20. Jahrhundert erfahren hatte. Für seine Verdienste um die niederländische Orgelkultur erhielt er im Jahr 1979 den Titel „Ridder Oranje Nassau“. Das letzte Instrument, bei dem er die Restaurierung begleitete, war die Schnitger-Orgel in der Groninger Aa-kerk, auf dem er selbst das Orgelspiel erlernt hatte. 1990 erlag er einem Krebsleiden. 100 Tage vor seinem Tod heiratete er Margarethe Bolt-Bartels, die in erster Ehe mit dem Orgelbauer Jürgen Ahrend verheiratet war. Posthum verlieh ihm wegen seiner zahlreichen Verdienste die Koninklijke Nederlandse Organisten Vereniging die Ehrenmitgliedschaft. Die Stiftung „Stiftung Utrechts Orgelarchief Maarten Albert Vente“ verwaltet sein Archiv, das etwa 5.500 Textdokumente, Skizzen und Fotos umfasst. Bolt notierte seine Improvisationen teilweise schriftlich; diese Aufzeichnungen werden bei Harald Vogel archiviert.

## Zitate
- Ein bekannter Ausspruch aus Bolts Mund war: „Auf neuen Orgeln spiele ich nicht.“[1]
- Durch seine direkte Art machte Bolt sich oft unbeliebt. So urteilte er über die 1953–1956 im neobarocken Stil erbaute Marcussen-Orgel in Utrecht, die von Kollegen hoch gelobt wurde: „Die Orgel spielt auf ihren Reserven“.[8]

### Artikel
- Klaas Bolt: The Character and Function of the Dutch Organ in the Seventeenth and Eighteenth Centuries. In: Fenner Douglass: Charles Benton Fisk, Organ Builder. Easthampton 1986. S. 1–18.
- Klaas Bolt: Congregational Singing in a Crisis Situation. In: Cleveland Johnson (Hrsg.): Orphei Organi Antiqui: Essays in Honor of Harald Vogel. Westfield Center, Ithaca 2006, ISBN 0-9778400-0-X, S. 191–220 (Übersetzung aus dem Niederländischen).
- Klaas Bolt: De gemeentezang in een crisissituatie. In: Het Orgel. Jg. 75, 1979, S. 138–166.
- Klaas Bolt: De historie en samenstelling van het Haarlemse Müller-orgel. Arti*Novo, Amsterdam 1985.
- Klaas Bolt: De orgelbouwer Christian Müller (1690–1763).

### Kompositionen
- Klaas Bolt: Orgelkoraal: O Lamm Gottes unschuldig. Danmarks Blindebibliotek, København 1999.
- Klaas Bolt: Twaalf Psalmen en lofzangen: voor zang, toets- en solo-instrumenten: Voor orgel. Lindenberg's Boekhandel, Rotterdam 1980.
- Klaas Bolt: Variaties over gezang 405 en Psalm 91: Voor orgel. Annie Bank, Amstelveen 2000.
- Klaas Bolt: Variaties over „Ontwaak, gij die slaapt“. Gezang 462 uit het Liedboek voor de kerken : Voor orgel. Annie Bank, Amstelveen 1993.
- Klaas Bolt: Variaties over Psalm 43: Voor orgel. Annie Bank, Amstelveen 1994.
- Klaas Bolt: Variaties over Psalm 75 en 88: Voor orgel. Annie Bank, Amstelveen 1994.
- Klaas Bolt: Variaties over Psalm 130: Voor orgel. Annie Bank, Amstelveen 1996.
- Klaas Bolt: Variaties over „Zie ginds komt de stoomboot“: Voor orgel = Variationen über „Im Märzen der Bauer“: Für Orgel. Annie Bank, Amstelveen 1992.

### Sekundärliteratur
- Wim Kloppenburg: The Beauty of Unpolished Congregational Singing: The Concepts of Klaas Bolt. In: Cleveland T. Johnson (Hrsg.): Orphei Organi Antiqui: Essays in Honor of Harald Vogel. Westfield Center, Ithaca 2006, ISBN 0-9778400-0-X, S. 221–228.
- Piet Lindenberg: Klaas Bolt, Leben und Werk. Lindenberg, Rotterdam 2001, S. 11–14 (Textbeilage zur CD Klaas Bolt geïnspireerd door Arp Schnitger).
- Hans van Nieuwkoop: Haarlemse orgelkunst van 1400 tot heden. Orgels, organisten en orgelgebruik in de Grote of St.-Bavokerk te Haarlem. Vereniging voor Nederlandse Muziekgeschiedenis: Utrecht 1988, ISBN 90-6375-091-9 (Muziekhistorische monografieën 11).
- Jan Roelof Luth: „Dear wert om ’t seerste uytgekreten…“: Bijdragen tot een geschiedenis van de gemeentezang in het Nederlandse Gereformeerde protestantisme ± 1550 - ± 1852. Van den Berg, Kampen 1986.(online) (Kapitel 1, S. 9–16; PDF-Datei; 688 kB).
- Harald Vogel: Klaas Bolt, in memoriam. Lindenberg, Rotterdam 2001, S. 10–11 (Textbeilage zur CD Klaas Bolt geïnspireerd door Arp Schnitger).

## Vollständige Diskografie

### CDs
- Al wat geest en adem heeft. 2004. Lindenberg CD MACD02 (Improvisierte Vorspiele und Gemeindegesang von 10 Psalmen; Liveaufnahme 1978 in Haarlem, 1981 in Farmsum und 1980 in Utrecht)
- Elk heff' met mij den lof des Heeren aan. 2000. Lindenberg MACD11 (Improvisierte Vorspiele und Gemeindegesang von 10 Psalmen; Liveaufnahme 1986 in Hendrik-Ido-Ambacht und 1989 in Lunteren)
- Freu dich sehr, o meine Seele. 2000. Lindenberg LCBD 97 (Improvisationen über Ps 42 und 108; Werke von W.F. Bach, C.F. Beck, G. Böhm, C. Goudimel, J.L. Krebs, A.C. Schuurman, J.G. Walther, Anonymus; Aufnahme 1977 in Kampen/Bovenkerk und 1981 in Harderwijk)
- Kerstnacht in de Bavo. 1990. Intersound 2501 (Improvisierte Vorspiele und Gemeindegesang von 15 Weihnachtsliedern; Liveaufnahme 1971 und 1972 St. Bavo/Haarlem)
- Klaas Bolt geïnspireerd door Arp Schnitger. 2001. Lindenberg LBCD 94 (Werke von J.S. Bach, D. Buxtehude, G. Böhm, G.F. Händel, V. Lübeck, H. Scheidemann, S. Scheidt, J.P. Sweelinck, G.P. Telemann; Aufnahme 1970/71 in Groningen/Aa-Kerk, um 1971 in Uithuizen, um 1971 in Godlinze, 1968/um 1971 in Nieuw Scheemda)
- Klaas Bolt improviseert op vijf historische orgels. 1995. Lindenberg LBCD 38 (Improvisationen über 7 Lieder; Aufnahme 1989 in Haarlem/St. Bavo, 1982 in Zandvoort, 1982 in Krewerd, 1984 in Groningen/Martinikerk, 1989 in Haarlem/Nieuwe Kerk)
- Klaas Bolt Live concert. 1986. Lindenberg, LBCD 16 (Improvisation über Ps 79; Werke von J.S. Bach, P.D. da Bergamo, G.-A. Calvière, A.P.F. Boëly, S. Wesley; Liveaufnahme 1986 in Zaltbommel)
- Koraal- en Liedbewerkingen. 1988. Intersound Heemstede stereo 1002 (Improvisationen über Ps 43 und „De klokken van Haarlem“, Choralbearbeitungen von J.S. Bach, J.G. Bastiaans, A. Guilmant, M. Reger, J.G. Walther, J. Zwart; Aufnahme 1988 in St. Bavo, Haarlem)
- O God mijns heils, mijn toeverlaat. 2004. Lindenberg CD MACD02 (Improvisierte Vorspiele und Gemeindegesang von 11 Psalmen; Liveaufnahme 1984 in Rotterdam-Charlois und 1979/80 in Rotterdam-Delfshaven)

### Schallplatten
- 1648–1719 Arp Schnitger. 1968–1971. EMI 5C 053 24060 (Werke von J.S. Bach, D. Buxtehude, G. Böhm, G.F. Händel, V. Lübeck, H. Scheidemann, S. Scheidt, J.P. Sweelinck, G.P. Telemann; Aufnahme 1970/71 in Groningen/Aa-Kerk, um 1971 in Uithuizen, um 1971 in Godlinze, 1968/um 1971 in Nieuw Scheemda; 2001 auf CD digitalisiert als Klaas Bolt geïnspireerd door Arp Schnitger)
- Johan van Meurs en Klaas Bolt bespelen het Arp Schnitger-orgel in Der Aa-kerk te Groningen. 197?. Phonogram (Werke von J.S. Bach, D. Buxtehude, J.C.F. Fischer, G.P. Telemann, F.W. Zachow, J.L. Krebs)
- een Bach concert in de St. Bavokerk te Haarlem: Klaas Bolt bespeelt het wereldberoemde Christian Muller-orgel (1738). 1970. EMI 5C053.24178 (Werke von J.S. Bach; Orgel in Haarlem/St. Bavo)
- Klaas Bolt bespeelt het Lohman-Orgel van Farmsum (1828). 1970. EMI 5C053-24363 (Werke von J.S. Bach u. a.)
- Zingt vrolijk in verheven psalmen. 1979. Lindenberg 6814.374 (Improvisierte Vorspiele und Gemeindegesang von Psalmen; 2004 auf CD digitalisiert als O God mijns heils, mijn toeverlaat)
- Klaas Bolt en Willem Vogel: Oude Kerk – Amsterdam. 1979. Stichting Oude Kerk Amsterdam/Van Schuppen 6812.819 (Orgel in Amsterdam/Oude Kerk)
- Gustav Leonhardt – Klaas Bolt: Oude Kerk – Amsterdam. 1980. Stichting Oude Kerk, Stemra 6814 163. 2 LP (K. Bolt: Variationen über Ps 75; Werke von A. Guilmant, A. van Noordt, H. Scheidemann)
- Acht historische orgels in Noordholland. 1982. Orgelwerkgroep Noord-Holland 6814.750/51 (K. Bolt, J. Jongepier, H. van der Schaaf und K. Klein spielen in Oosthuizen, Edam, Medemblik, Oosterland, Zandvoort, Venhuizen, Zaandam und Weesp.)
- Het orgel van Krewerd. 1983. Stichting Oude Groninger Kerken DMM 66.23423-01-2 (Improvisationen über 3 Lieder, unter Mitwirkung von H. Geraerts, Tenor; Werke von P.C. Porta, G.B. Riccio, S. Scheidt, A. de Sola, G. Steenwijk)
- 1984. Reil 6818.374/75 (Jubiäumsaufnahme zu 50 Jahren Orgelbau Reil, vier Organisten spielen auf Bolts Hausorgel und in Dieren.)
- Looft de Heer, want Hij is goed. 1984. Lindenberg LBLP2 (Improvisierte Vorspiele und Gemeindegesang; Werke von J.S. Bach, K. Bolt, D. Buxtehude, M. Dupre, C. Goudimel, C.F. Hurlebusch, A. van den Kerckhoven, J.C. Kittel, H. Scheidemann, S. Scheidt, J.G. Walther)
- Zingt voor de Heer een nieuw gezang. 12 LP (K. Bolt in Soest; daneben andere Organisten und Chöre)
- Klaas Bolt bespeelt het orgel van Medemblik. 1976. Univox Groningen 6812 131 (Orgel in Medemblik; Werke von J.S. Bach, G.F. Händel, J.P. Sweelinck)
- Müller-Orgel: Grote-of St. Bavokerk Haarlem. 1988. Intersound Heemstede (Improvisationen über Ps 43; Werke von J.S. Bach, D. Buxtehude, J.F. Dandrieu, G.F. Ebhardt, A. Guilmant; Aufnahme 1988 in St. Bavo, Haarlem; größtenteils auf CD erschienen als Koraal- en Liedbewerkingen)
- Werken van Johann Sebastian Bach: Klaas Bolt bespeeld de Christian Muller Orgels. EMI 5C053.24193 (Orgeln in Alkmaar, Amsterdam/Waalse Kerk und Beverwijk; Werke von J.S. Bach)
- Klaas Bolt in de Bovenkerk te Kampen. 1977?. KMK 1006 (Orgel in Kampen/Bovenkerk; K. Bolt: Variationen über Ps 42; Werke von J.G. Albrechtsberger, G. Böhm, C. Goudimel, J.L. Krebs, J.G. Walther)
- Klaas Bolt bespeelt het orgel van de Grote Kerk te Harderwijk. Studio van Schuppen 6814 605 (Orgel in Harderwijk)
- Kerkklok van Krewerd, Magnificat Primi Toni (1543). 1965. DNRC Disco-Nederland - RC 146. Single (Werke von G. Cavazzoni, S. Scheidt)
- Zingt Uw kerstlied met Klaas Bolt. 1967. Disco Nederland 1759, Single (Orgel in Haarlem/St. Bavo)
- Klaas Bolt speelt Bach op het Müller Orgel. Stichting Restauratiefonds/Bovema RCS 312 (Orgel in Haarlem/St. Bavo)
- Klaas Bolt bespeeld het Schnitger-orgel in Noordbroek. Disco Nederland 11.211. Single (Orgel in Noordbroek)